# Uenglinger Tor
Das Uenglinger Tor ist neben dem Tangermünder Tor eines der noch erhaltenen Stadttore Stendals. Seine jetzige Form erhielt es im Spätmittelalter zwischen 1450 und 1460. Der Turm ist seit über 200 Jahren ein Baudenkmal.

## Lage
Der Torturm als Teil des Nordwalls der Stadtbefestigung, repräsentierte mit seiner geschmückten Fassade den Reichtum der mittelalterlichen Stadt, der aus dem Zwischenhandel und der Tuchmacherei resultierte. Es liegt am Ende der Straße Altes Dorf und ist umgeben von den Grünanlagen von Nordwall und Westwall.

## Geschichte

### Entstehung
Im Mittelalter war Stendal von einer durchgängigen Stadtmauer mit vier Stadttoren und drei Türmen umgeben. Einige wurden im 18. Jahrhundert abgebrochen.
Das Uenglinger Tor blieb erhalten und gilt nach dem Holstentor in Lübeck als eines der schönsten mittelalterlichen Stadttore im norddeutschen Raum.
Der heutige Unterteil des Turmes wurde zwischen 1288 und 1306 als Teil der Stadtmauer im Wesentlichen aus behauenen Feldsteinen und gebrannten Ziegeln errichtet, da in der Zeit die Vorstadt der Petriparochie in die Umwallung einbezogen wurde. Zwischen 1450 und 1460 erfuhr der Turm eine bauliche Erweiterung, erhielt den runden Aufsatz sowie die reiche Blendengliederung mit den Ecktürmchen. Baumeister war vermutlich Steffen Boxthude. 1792 sollte das Innere zu Gefängniszellen umgebaut werden.

### Namensgebung
Das Tor öffnete den Weg zum westlich liegenden Dorf Uenglingen, daher sein Name.
Die Schreibweise änderte sich im Lauf der Zeit: 1479 und 1486 Valva Ungeling, 1753 Uengelingsches Tor, 1755 Ungelingersches Thor, 1832 Üngerlinger Tor sowie auch heute vereinzelt noch Ünglinger Tor oder Ünglinger Torturm.

### Erhaltung

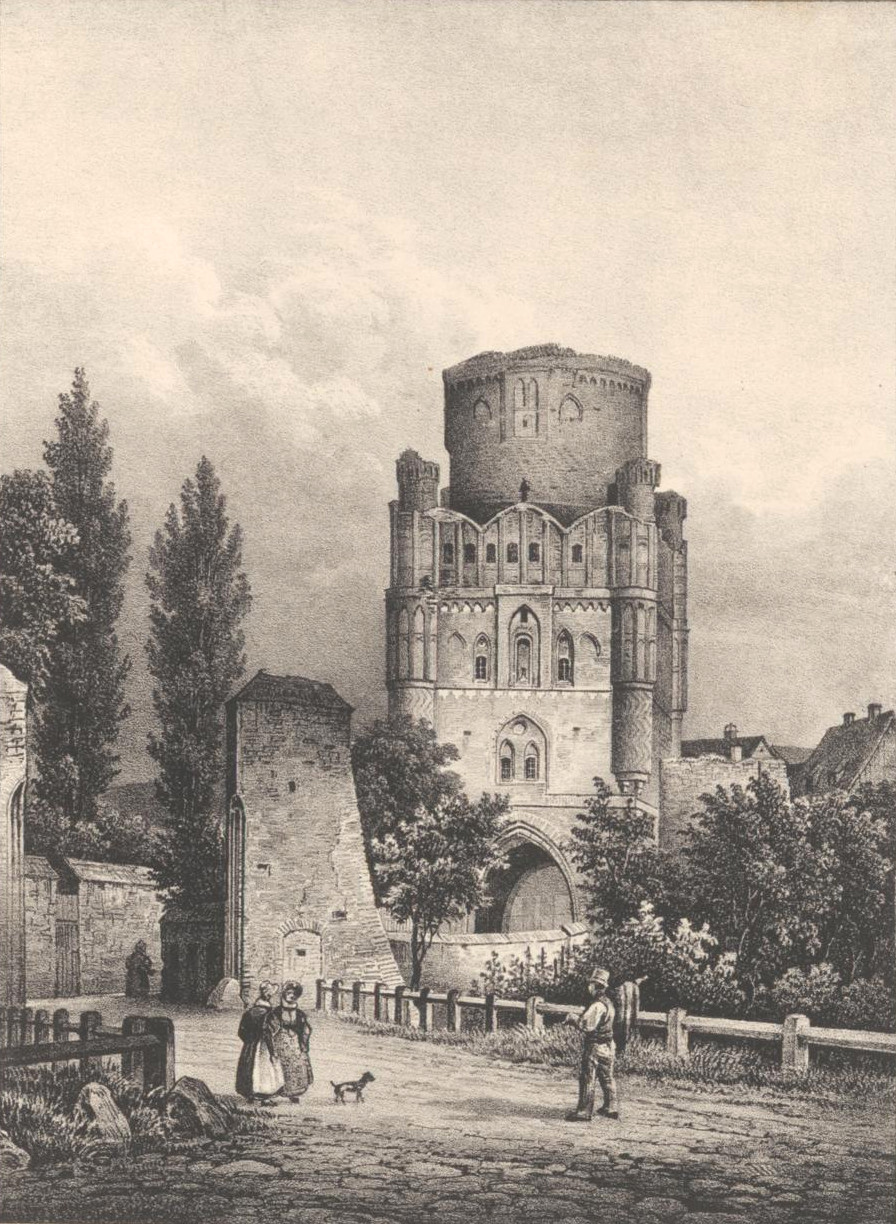
Uenglinger Tor, Lithographie von Heinrich Wilhelm Teichgräber, 1839

Eine Darstellung des Uenglinger Tores aus dem Jahr 1569 zeigt ein spitzes Kegeldach, ähnlich der Spitzhaube im Jahr 1753.
Zwischen 1815 und 1860 ließ die Stadtverwaltung im Auftrag des preußischen Königs das Uenglinger Tor, das Tangermünder Tor, die St. Marienkirche, den Dom zu Stendal, das Rathaus sowie die Stephanskirche zu Tangermünde denkmalgerecht restaurieren. Dafür ist „aus Allerhöchsten Dispositionsfonds bei der Generalstaatskasse“ ein Zuschuss von insgesamt 35.300 Reichstalern beantragt worden, verteilt auf fünf Jahre. Daraus geht auch hervor, dass die genannten Bauwerke schon im 19. Jahrhundert als „ausgezeichnete Bauwerke der Altmark“ unter Denkmalschutz standen.
Den Zustand des Torturmes vor der Restauration im Jahr 1834 vermittelt eine Lithographie von Eduard Meyerheim aus dem Jahre 1833. Die Lithographie von Teichgräber zeigt auch diesen Zustand. Heinrich Trost erläutert: „Für den Zinnenkranz des runden Turmaufsatzes war kein Anhaltspunkt mehr vorhanden, so dass man den des Tangermünder Torturmes kopierte. Aber auch die jetzige Gestalt des unteren Zinnenkranzes ist zumindest in ihren oberen Teilen fragwürdig, da sie nach der Lithographie im späten 16. oder frühen 17. Jahrhundert eine Umwandlung im Sinne der Renaissance erfahren hatte.“
1960/61 erfolgten Instandsetzungsarbeiten am oberen Teil des Torturmes an den Zinnen. Die Fachwerkwände im Innern wurden entfernt.

## Heutige Nutzung

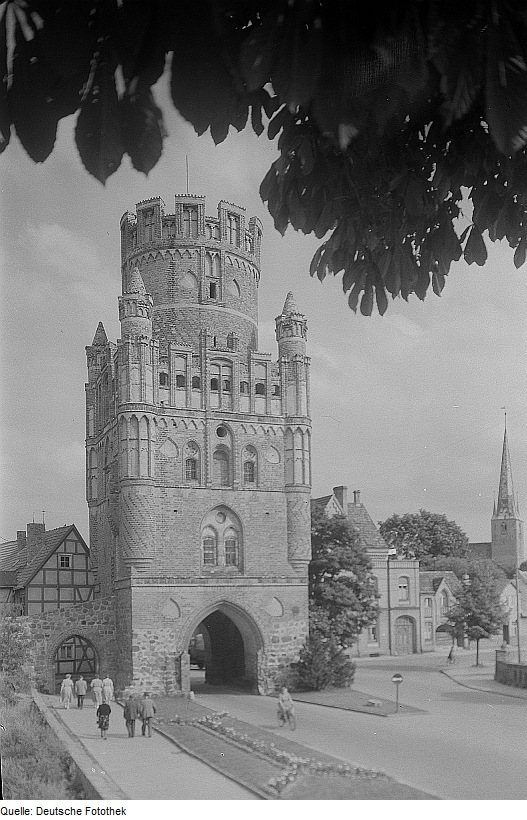
Uenglinger Tor (zwischen 1950 und 1977)

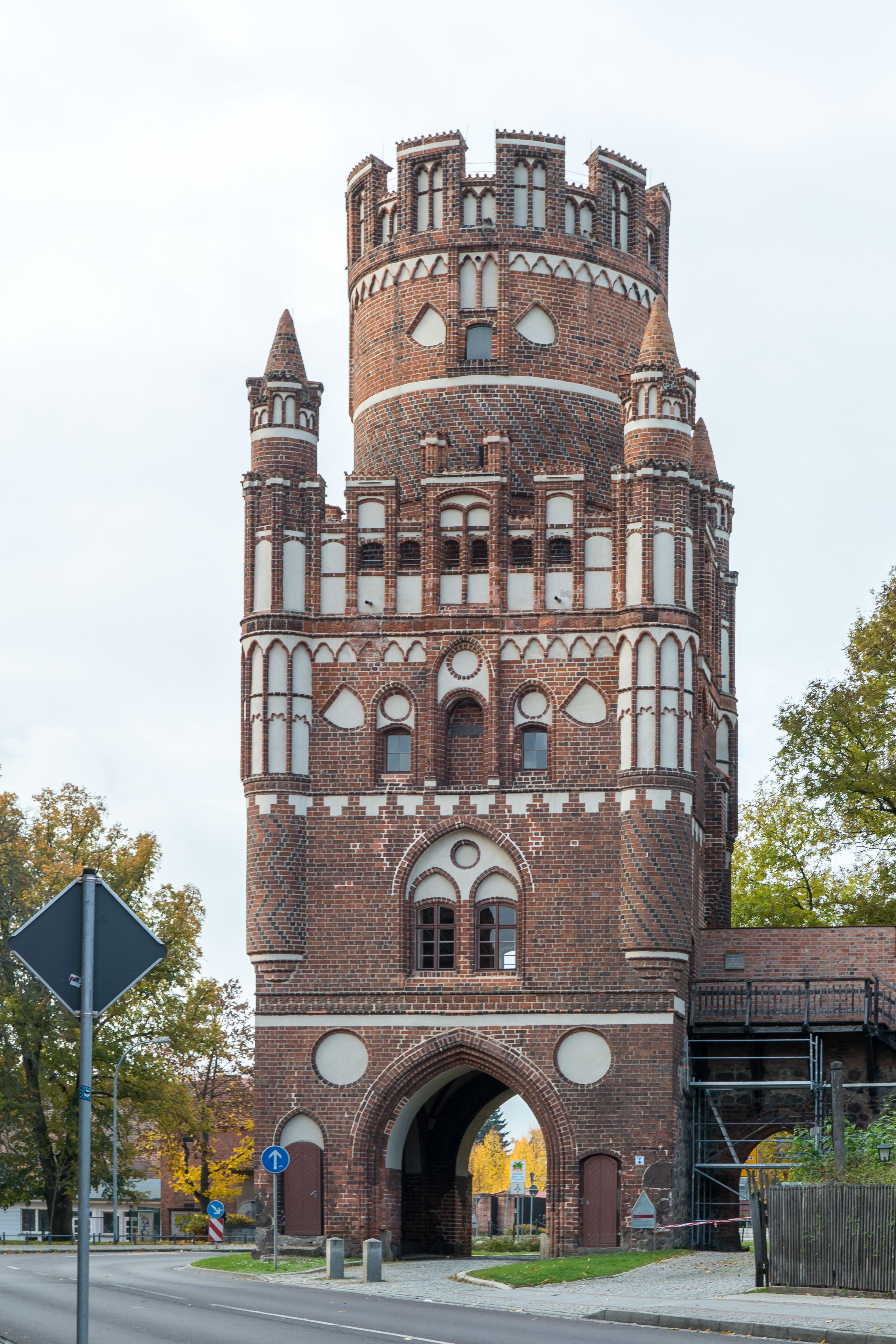
Uenglinger Tor von Osten mit Treppe

Seit seiner letzten Restaurierung zwischen 1983 und 1986 ist die Durchfahrt für Fahrzeuge nicht mehr möglich. Der 27,5 m hohe Turm ist im Sommer wieder begehbar und bietet durch die Zinnen an seiner Aussichtsplattform einen umfassenden Blick auf Stendal. Die Turmbesichtigung und -besteigung ist kostenpflichtig.
Der Torturm ist zusammen mit anderen Baudenkmalen der Stendaler Altstadt die Basis für ein von der Stadtverwaltung beschlossenes touristisches Konzept.

## Beschreibung
Das Bauwerk im Stil der Backsteingotik ist ein quadratischer Turm auf einem aus Feldsteinen und Backsteinen gemauerten Unterbau. Über der spitzbogigen fünf Meter hohen Durchfahrt mit zinnenbesetzter Plattform, befinden sich vier erkerartig ausgekragte Ecktürmchen und ein mittlerer, runder Turmaufsatz. In dem Rest der Stadtmauer daneben befindet sich ein kleines Tor für Fußgänger. Etwas oberhalb seitwärts fallen wappenschildförmige Putzspiegel auf. Mit weiteren weißen Putzspiegeln entstehen regelmäßig geformte Schmuckflächen an dem gesamten Bauwerk.
Das erste Geschoss verfügt auf den Seiten zur ehemaligen Stadtmauer hin über Schießscharten. Zum Stadtinneren und zur ankommenden Straße hin unterbricht je eine spitzbogige Nische das Mauerwerk. In der Nische befinden sich paarig angeordnete Spitzbogenfenster.
Im zweiten Geschoss gibt es wieder einige Fenster, hinter denen sich wohl die Wachstuben und Aufenthaltsräume der Posten befanden. In der Zwischenfläche rechts und links vom dreigeteilten Fenster sind wieder die schräg stehenden weißen Flächen in Form eines Wappenschildes zu sehen.
Das dritte Geschoss bildet einen offenen Umgang, der mit hochgezogenen Ziergiebeln versehen ist. Jeder Erker wird in dieser Höhe von kleinen Rundtürmchen bekrönt. Ab hier setzt sich das Turmbauwerk als eingezogener Rundbau über zirka zwei Etagen fort. An der Fassade sind wiederum zwei Wappenschilde zu sehen. Den Abschluss des Turmes bildet ein zinnenbewehrter Umgang.
Von weitem betrachtet mutet der gesamte Turm wie ein auf zwei starken Beinen stehender Mann an, der auf dem Kopf eine Herrscherkrone trägt; die weißen Wappenflächen bilden die Augen, eine Knopfleiste und markieren die Kniescheiben.

## Rezeption

### Sage – Mord am Ünglinger Tor

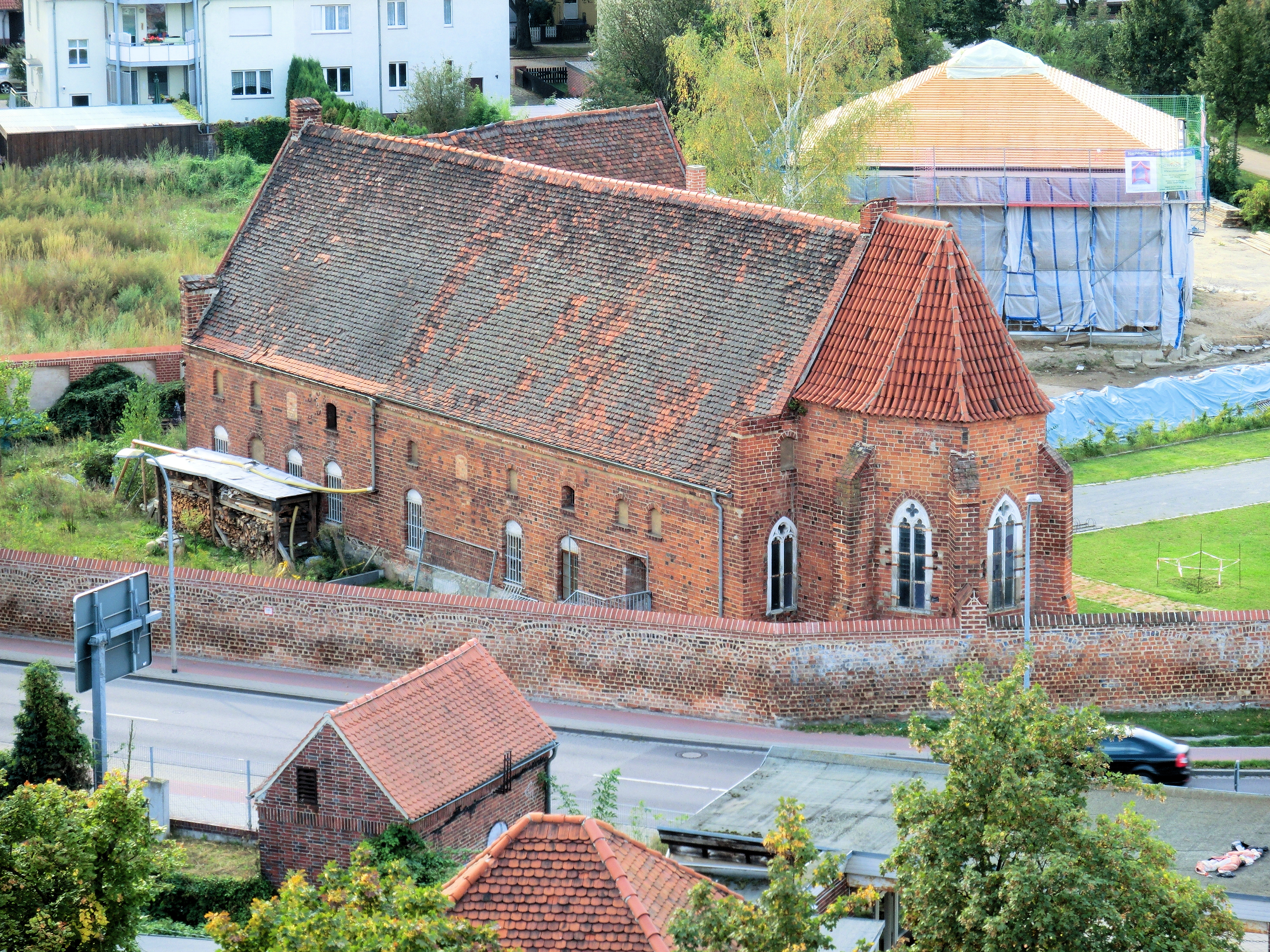
Gertraudenhospital vom Turm aus gesehen

Hanns H. F. Schmidt schuf 1994 eine zeitgemäße Nacherzählung der alten Sage zu den Stendaler Stadttoren, die den Schulkindern der Stadt seit Jahrhunderten erzählt wird.
Der alte Baumeister hatte als ein bestauntes Werk das Tangermünder Tor geschaffen. Er unterrichtete dabei auch einen Schüler, der fleißig arbeitete und lernte. Als das Uenglinger Tor errichtet werden sollte, schlug er seinen Schüler als Baumeister vor. Mit Entsetzen musste er dann feststellen, dass der Schüler ein prächtigeres Tor geschaffen hatte als er selbst. Das konnte der alte Baumeister nicht ertragen und er erschlug den Schüler nach Vollendung des Tores mit einem Hammer. Manche wollen in den Nächten den Verbrecher als Gerippe auf dem Tor beobachtet haben, wo es vergeblich versuchte, mit einem Hammer das Bauwerk seines Schülern zu zerstören.
Noch im Jahre 1840 existierte ein Steinkreuz, welches den Anlass zu der Sage lieferte. Das Kreuz stand an derjenigen Barriere des Uenglinger Tores, die um den Torzwinger herum verlief, genau dem Gertraudenhospital gegenüber.
Es wurde offenbar nach 1895 bei der Erweiterung der Uenglinger Torpassage zerstört.

### Gedicht
1840 schuf der Stendaler Prediger Ernst Weihe ein gruseliges Gedicht mit dem Titel „Meister und Gesell“.

„Vorm Uengelinger Thore da liegt ein Kreuz von Stein; Da ist es nicht geheuer bei Mondlichts Silberschein; Denn Jünglingsaugen stieren zum altergrauen Thor; Und Jünglingsarme starren verdorrt und bleich empor…“

## Vorbilder für andere deutsche Bauten
- Das Uenglinger Tor stand offenkundig Pate beim Entwurf eines Industriedenkmals im Ruhrgebiet: Die Lohnhalle der Zeche Adolf von Hansemann in Mengede sieht zumindest im Mittelteil ihrer Fassade fast genauso aus, nur dass eine Lohnhalle nicht ohne Seitenflügel auskommt.
- Auch der Wasserturm Lüneburg ist ganz offensichtlich nach dem architektonischen Vorbild des Uenglinger Tores entstanden.[16]

## In der Umgebung des Tores
- ehemaliges Gertraudenhospital
- Hotel Am Uenglinger Tor, 1998 errichtet.[17]
- Petrikirche
- Rathaus
- ehemaliger Pulverturm
- Tangermünder Tor